# Чурилкин, Юрий
Юрий Чурилкин (эст. Juri Tšurilkin; 29 октября 1961, Таллин) — советский и эстонский футболист, нападающий, тренер.

## Биография
Окончил 50-ю школу Таллина, занимался в спортивном классе у тренера Иосифа Катцева. В советский период в основном играл за команды чемпионата Эстонской ССР среди КФК, до 1982 года это были команды — середняки и аутсайдеры чемпионата, или вовсе не из высшей республиканской лиги. Служил в армии в спецназе ГРУ в Вильянди, в этот период играл за местную футбольную команду.
В 1983 году футболист получил приглашение во вновь созданную команду мастеров ШВСМ (Таллин), единственную в республике на тот момент, и сыграл 20 матчей во второй лиге СССР. Затем вернулся на уровень соревнований КФК и играл за одну из сильнейших команд республики 1980-х — таллинский «Темпо», становился чемпионом (1987), серебряным (1983, 1984) и бронзовым (1986) призёром чемпионата Эстонской ССР. В 1986 году стал лучшим бомбардиром чемпионата с 16 голами, в 1987 году — четвёртым бомбардиром (12 голов). В 1988 году вернулся на уровень соревнований мастеров и провёл два сезона за таллинский «Спорт» во второй лиге СССР и один сезон в чемпионате Прибалтики.
В 1990-е годы выступал за различные клубы низших лиг Финляндии. Также с образованием независимого чемпионата Эстонии стал играть за таллинский «ФМФ-90»/«Николь», в весеннем сезоне 1992 года стал бронзовым призёром чемпионата. В начале 1993 года перешёл в таллинскую «Норму», с которой становился чемпионом (1992/93), серебряным призёром (1993/94), обладателем (1993/94) и финалистом (1992/93) Кубка Эстонии. В сезоне 1994/95 был играющим тренером «Нормы», клуб в тот момент испытывал финансовые проблемы и финишировал шестым среди 8 участников. В 1995 году футболист перешёл в «Лантану», где нечасто выходил на поле, однако вместе с клубом стал неоднократным чемпионом (1995/96, 1996/97) и призёром чемпионата Эстонии, финалистом Кубка страны. Весной 1999 года работал главным тренером «Лантаны», это также совпало с финансовыми проблемами в клубе и последующим расформированием. Часть сезона 1999 года провёл в клубе первой лиги «Маарду Эстеве».
Всего в высшем дивизионе Эстонии сыграл 67 матчей и забил 27 голов. В составе «Нормы» и «Лантаны» играл в матчах еврокубков.
С 2000 года работал в системе таллинской «Левадии», в середине 2000-х годов был генеральным директором и президентом (2008) клуба. В 2010-е годы — директор агентства «Sport Promotion», неоднократно выступал в прессе как спортивный эксперт.

## Личная жизнь
Своё имя получил в честь Юрия Гагарина. Женат. Сын Владислав (род. 1989) также стал футболистом, играл в высшей лиге Эстонии. Есть старшая сестра Лидия (род. 1955).